# 马谢
马谢（法語：Maché，法語發音：[maʃe]）是法国卢瓦尔河地区大区旺代省的一个市镇，属于永河畔拉罗什区。

## 地理
马谢（46°45'20"N, 1°41'11"W）面积18.13 平方千米，位于法国卢瓦尔河地区大区旺代省，该省份为法国西部沿海省份，北起大西洋卢瓦尔省和曼恩-卢瓦尔省，西临大西洋，南至滨海夏朗德省，东部及东南部与德塞夫勒省接壤。
与马谢接壤的市镇（或旧市镇、城区）包括：圣保罗蒙珀尼、艾泽奈、阿普勒蒙、拉沙佩勒帕吕欧、利涅龙河畔圣克里斯托夫。

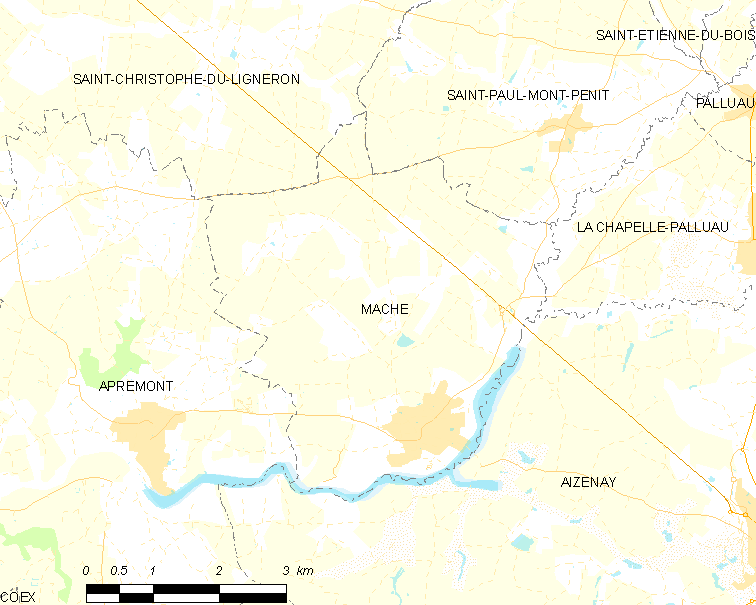
马谢的OSM定位图

马谢的时区为UTC+01:00、UTC+02:00（夏令时）。

## 行政
马谢的邮政编码为85190，INSEE市镇编码为85130。

## 政治
马谢所属的省级选区为沙朗县。

## 人口

1962-2008年间马谢人口变化图示

马谢于2022年1月1日时的人口数量为1754人。